# أونيسيمو ريدوندو
أونيسيمو ريدوندو أورتيغا (16 فبراير 1905 - 24 يوليو 1936) كان سياسيًا إسبانيًا من حزب الفلانخية. أسس المجالس القشتالية للعمل الإسباني، وهي مجموعة سياسية اندمجت مع المجالس الهجومية الوطنية النقابية التابع لراميرو ليديسما والفلانخي الإسبانية التابعة لخوسيه أنطونيو بريمو دي ريبيرا.
إلى جانب ليديسما وبريمو دي ريفيرا، كان ريدوندو أحد الشخصيات الرئيسية في الدعاية الفرانكويّة.